# French Open-mesterskabet i damedouble 2017
French Open-mesterskabet i damedouble 2017 var den 100. turnering om French Open-mesterskabet i damedouble. Turneringen var en del af French Open 2017 og blev spillet i Stade Roland Garros i Paris, Frankrig. Turneringen med deltagelse af 64 par blev afviklet i perioden 31. maj - 11. juni 2017.
Mesterskabet blev vundet af Bethanie Mattek-Sands og Lucie Šafářová, som i finalen besejrede australierne Ashleigh Barty og Casey Dellacqua med 6-2, 6-1, og som dermed vandt French Open-mesterskabet i damedouble for anden gang, eftersom de tidligere havde vundet French Open-mesterskabet i damedouble 2015, hvor Casey Dellacqua også var tabende finalist – den gang sammen med Jaroslava Sjvedova.
Mattek-Sands og Šafářová sikrede sig deres tredje grand slam-titel i træk, idet de tidligere også havde vundet damedoubletitlerne i US Open 2016 og Australian Open 2017. Det var det førsteseedede makkerpars femte grand slam-titel i damedouble i alt, både hver for sig og som partnere, idet ingen af dem tidligere havde triumferet i grand slam-sammenhæng med andre partnere, og de beholdt samtidig deres statistik som ubesejrede i grand slam-finaler i damedouble. Bethanie Mattek-Sands havde tidligere vundet to grand slam-titler i mixed double, så for hende var sejren karrierens syvende grand slam-titel i alt.
Casey Dellacqua var en grand slam-finale i damedouble for syvende gang i karrieren og endte for syvende gang som tabende finalst. I fire af disse finaler havde hun spillet sammen med Ashleigh Barty, som indtil da ikke havde være i andre grand slam-finaler, og som dermed også fortsat var uden grand slam-sejre i damedouble.
Caroline Garcia og Kristina Mladenovic var forsvarende mestre, men Caroline Garcia valgte ikke at forsvare sin titel. I stedet stillede Mladenovic op sammen med Svetlana Kuznetsova, men det fransk-russiske konstellation tabte i tredje runde til de senere vindere, Bethanie Mattek-Sands og Lucie Šafářová, i tredje runde.

## Pengepræmier og ranglistepoint
Den samlede præmiesum til spillerne i damedouble androg € 2.346.000 (ekskl. per diem), hvilket var en stigning på knap 8 % i forhold til året før.
| Resultat               | Pengepræmier | Pengepræmier | Ændring ift. 2016 | WTA-point |
| Resultat               | Pr. par      | Total        | Ændring ift. 2016 | WTA-point |
| ---------------------- | ------------ | ------------ | ----------------- | --------- |
| Vindere (1)            | € 540.000    | € 540.000    | +8,0 %            | 2.000     |
| Finalister (1)         | € 270.000    | € 270.000    | +8,0 %            | 1.300     |
| Semifinalister (2)     | € 132.000    | € 264.000    | +5,6 %            | 780       |
| Kvartfinalister (4)    | € 72.000     | € 288.000    | +5,9 %            | 430       |
| Tabere i 3. runde (8)  | € 39.000     | € 312.000    | +5,4 %            | 240       |
| Tabere i 2. runde (16) | € 21.000     | € 336.000    | +10,5 %           | 130       |
| Tabere i 1. runde (32) | € 10.500     | € 336.000    | +10,5 %           | 10        |
| Samlet præmiesum       | -            | € 2.346.000  | +7,8 %            | -         |

## Turnering

### Deltagere
Turneringen havde deltagelse af 64 par, der var fordelt på:
- 57 direkte kvalificerede par i form af deres ranglisteplacering pr. 22. maj 2017 (en uge før turneringens start).
- 7 par, der havde modtaget et wildcard.

#### Seedede spillere
Oprindeligt blev de 16 bedst placerede af parrene på WTA's verdensrangliste i double pr. 22. maj 2017 seedet. Efterfølgende meldte to af de seedede par imidlertid afbud, og derfor blev yderligere to par seedet.
| Seedning | Rang. | Spiller                                    | Resultat     |
| -------- | ----- | ------------------------------------------ | ------------ |
| 1        | 3     | Bethanie Mattek-Sands Lucie Šafářová       | Vinder       |
| 2        | 6     | Jekaterina Makarova Jelena Vesnina         | Kvartfinale  |
| 3        | 15    | Chan Yung-Jan Martina Hingis               | Semifinale   |
| 4        | 22    | Sania Mirza Jaroslava Sjvedova             | Første runde |
| 5        | 22    | Tímea Babos Andrea Hlaváčková              | Anden runde  |
| 6        | 32    | Lucie Hradecká Kateřina Siniaková          | Semifinale   |
| 7        | 37    | Julia Görges Barbora Strýcová              | Meldte afbud |
| 8        | 39    | Abigail Spears Katarina Srebotnik          | Anden runde  |
| 9        | 43    | Gabriela Dabrowski Xu Yifan                | Tredje runde |
| 10       | 53    | Raquel Atawo Jeļena Ostapenko              | Første runde |
| 11       | 54    | Anna-Lena Grönefeld Květa Peschke          | Første runde |
| 12       | 56    | Chan Hao-Ching Barbora Krejčíková          | Tredje runde |
| 13       | 58    | Kiki Bertens Johanna Larsson               | Tredje runde |
| 14       | 64    | Svetlana Kuznetsova Kristina Mladenovic    | Tredje runde |
| 15       | 64    | Andreja Klepač María José Martínez Sánchez | Tredje runde |
| 16       | 65    | Christina McHale Monica Niculescu          | Meldte afbud |
| 17       | 70    | Darija Jurak Anastasia Rodionova           | Anden runde  |
| 18       | 75    | Eri Hozumi Miyu Kato                       | Anden runde  |

#### Wildcards
Syv par modtog et wildcard til turneringen.
| Spiller                                | Resultat     |
| -------------------------------------- | ------------ |
| Audrey Albié Harmony Tan               | Første runde |
| Tessah Andrianjafitrimo Amandine Hesse | Første runde |
| Manon Arcangioli Alizé Lim             | Første runde |
| Fiona Ferro Margot Yerolymos           | Første runde |
| Myrtille Georges Chloé Paquet          | Anden runde  |
| Giulia Morlet Diane Parry              | Første runde |
| Marine Partaud Virginie Razzano        | Første runde |

### Kvartfinaler, semifinaler og finale
| Bethanie Mattek-Sands |
| Lucie Šafářová        |

| Kirsten Flipkens    |
| Francesca Schiavone |

| Bethanie Mattek-Sands |
| Lucie Šafářová        |

| Chan Yung-Jan  |
| Martina Hingis |

| Chan Yung-Jan  |
| Martina Hingis |

| Raluca Olaru |
| Olga Savtjuk |

| Bethanie Mattek-Sands |
| Lucie Šafářová        |

| Irina-Camilia Begu |
| Zheng Saisai       |

| Ashleigh Barty  |
| Casey Dellacqua |

| Ashleigh Barty  |
| Casey Dellacqua |

| Ashleigh Barty  |
| Casey Dellacqua |

| Lucie Hradecká     |
| Kateřina Siniaková |

| Lucie Hradecká     |
| Kateřina Siniaková |

| Jekaterina Makarova |
| Jelena Vesnina      |

### Første, anden og tredje runde
| Bethanie Mattek-Sands |
| Lucie Šafářová        |

| Alizé Cornet  |
| Elise Mertens |

| Bethanie Mattek-Sands |
| Lucie Šafářová        |

| Natela Dzalamidze    |
| Veronika Kudermetova |

| Aleksandra Krunić |
| Ajla Tomljanović  |

| Aleksandra Krunić |
| Ajla Tomljanović  |

| Bethanie Mattek-Sands |
| Lucie Šafářová        |

| Jana Čepelová |
| Hsieh Su-Wei  |

| Svetlana Kuznetsova |
| Kristina Mladenovic |

| Kurumi Nara |
| Risa Ozaki  |

| Jana Čepelová |
| Hsieh Su-Wei  |

| Shelby Rogers  |
| Heather Watson |

| Svetlana Kuznetsova |
| Kristina Mladenovic |

| Svetlana Kuznetsova |
| Kristina Mladenovic |

| Anna-Lena Grönefeld |
| Květa Peschke       |

| Myrtille Georges |
| Chloé Paquet     |

| Myrtille Georges |
| Chloé Paquet     |

| Julija Putintseva      |
| Natalija Vikhljantseva |

| Kirsten Flipkens    |
| Francesca Schiavone |

| Kirsten Flipkens    |
| Francesca Schiavone |

| Kirsten Flipkens    |
| Francesca Schiavone |

| Nao Hibino      |
| Alicja Rosolska |

| Nao Hibino      |
| Alicja Rosolska |

| Jelena Janković |
| Coco Vandeweghe |

| Nao Hibino      |
| Alicja Rosolska |

| Mona Barthel    |
| Carina Witthöft |

| Darija Jurak        |
| Anastasia Rodionova |

| Darija Jurak        |
| Anastasia Rodionova |

| Chan Yung-Jan  |
| Martina Hingis |

| Naomi Broady  |
| Maria Sanchez |

| Chan Yung-Jan  |
| Martina Hingis |

| Kateryna Bondarenko |
| Lesja Tsurenko      |

| Viktorija Golubic |
| Kristýna Plíšková |

| Viktorija Golubic |
| Kristýna Plíšková |

| Chan Yung-Jan  |
| Martina Hingis |

| Audrey Albié |
| Harmony Tan  |

| Kiki Bertens    |
| Johanna Larsson |

| Pauline Parmentier |
| Yanina Wickmayer   |

| Pauline Parmentier |
| Yanina Wickmayer   |

| Giulia Morlet |
| Diane Parry   |

| Kiki Bertens    |
| Johanna Larsson |

| Kiki Bertens    |
| Johanna Larsson |

| Gabriela Dabrowski |
| Xu Yifan           |

| Samantha Stosur |
| Zhang Shuai     |

| Gabriela Dabrowski |
| Xu Yifan           |

| Oksana Kalasjnikova |
| İpek Soylu          |

| Madison Brengle |
| Anna Smith      |

| Madison Brengle |
| Anna Smith      |

| Gabriela Dabrowski |
| Xu Yifan           |

| Raluca Olaru |
| Olga Savtjuk |

| Raluca Olaru |
| Olga Savtjuk |

| Mandy Minella        |
| Anastasija Sevastova |

| Raluca Olaru |
| Olga Savtjuk |

| Tessah Andrianjafitrimo |
| Amandine Hesse          |

| Tímea Babos       |
| Andrea Hlaváčková |

| Tímea Babos       |
| Andrea Hlaváčková |

| Abigail Spears     |
| Katarina Srebotnik |

| Lara Arruabarrena      |
| Arantxa Parra Santonja |

| Abigail Spears     |
| Katarina Srebotnik |

| Xenia Knoll     |
| Nina Stojanović |

| Irina-Camelia Begu |
| Zheng Saisai       |

| Irina-Camelia Begu |
| Zheng Saisai       |

| Irina-Camelia Begu |
| Zheng Saisai       |

| Varvara Lepchenko |
| Jevgenija Rodina  |

| Duan Yingying |
| Peng Shuai    |

| Duan Yingying |
| Peng Shuai    |

| Duan Yingying |
| Peng Shuai    |

| Darja Kasatkina   |
| Irina Khromatjeva |

| Darja Kasatkina   |
| Irina Khromatjeva |

| Raquel Atawo     |
| Jeļena Ostapenko |

| Eri Hozumi |
| Miyu Kato  |

| Asia Muhammad   |
| Taylor Townsend |

| Eri Hozumi |
| Miyu Kato  |

| Marine Partaud   |
| Virginie Razzano |

| Ashleigh Barty  |
| Casey Dellacqua |

| Ashleigh Barty  |
| Casey Dellacqua |

| Ashleigh Barty  |
| Casey Dellacqua |

| Mirjana Lučić-Baroni |
| Andrea Petkovic      |

| Daria Gavrilova   |
| A. Pavljutjenkova |

| María Irigoyen |
| Demi Schuurs   |

| Mirjana Lučić-Baroni |
| Andrea Petkovic      |

| Daria Gavrilova   |
| A. Pavljutjenkova |

| Daria Gavrilova   |
| A. Pavljutjenkova |

| Sania Mirza        |
| Jaroslava Sjvedova |

| Lucie Hradecká     |
| Kateřina Siniaková |

| Lauren Davis    |
| Nicole Melichar |

| Lucie Hradecká     |
| Kateřina Siniaková |

| Ljudmyla Kitjenok |
| Nadiia Kitjenok   |

| Ana Konjuh    |
| Magda Linette |

| Ana Konjuh    |
| Magda Linette |

| Lucie Hradecká     |
| Kateřina Siniaková |

| Chuang Chia-Jung |
| Misaki Doi       |

| Chan Hao-Ching     |
| Barbora Krejčíková |

| Liang Chen |
| Wang Qiang |

| Liang Chen |
| Wang Qiang |

| Annika Beck     |
| Renata Voráčová |

| Chan Hao-Ching     |
| Barbora Krejčíková |

| Chan Hao-Ching     |
| Barbora Krejčíková |

| Andreja Klepač        |
| M.J. Martínez Sánchez |

| Sorana Cîrstea |
| Donna Vekić    |

| Andreja Klepač        |
| M.J. Martínez Sánchez |

| Manon Arcangioli |
| Alizé Lim        |

| Jennifer Brady |
| Alison Riske   |

| Jennifer Brady |
| Alison Riske   |

| Andreja Klepač        |
| M.J. Martínez Sánchez |

| Shuko Aoyama  |
| Yang Zhaoxuan |

| Jekaterina Makarova |
| Jelena Vesnina      |

| Alla Kudrjavtseva |
| Aleksandra Panova |

| Alla Kudrjavtseva |
| Aleksandra Panova |

| Fiona Ferro      |
| Margot Yerolymos |

| Jekaterina Makarova |
| Jelena Vesnina      |

| Jekaterina Makarova |
| Jelena Vesnina      |